# Schneider Electric

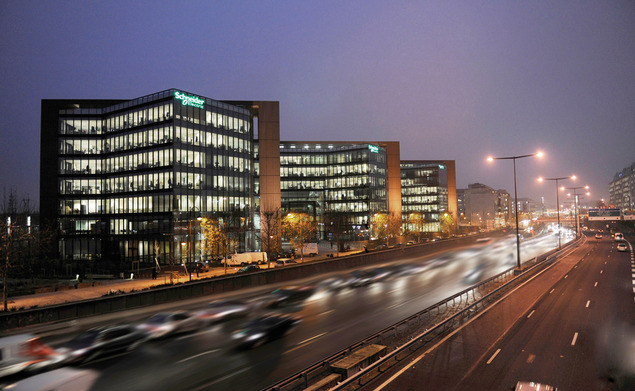
Schneider Electrics huvudkontor

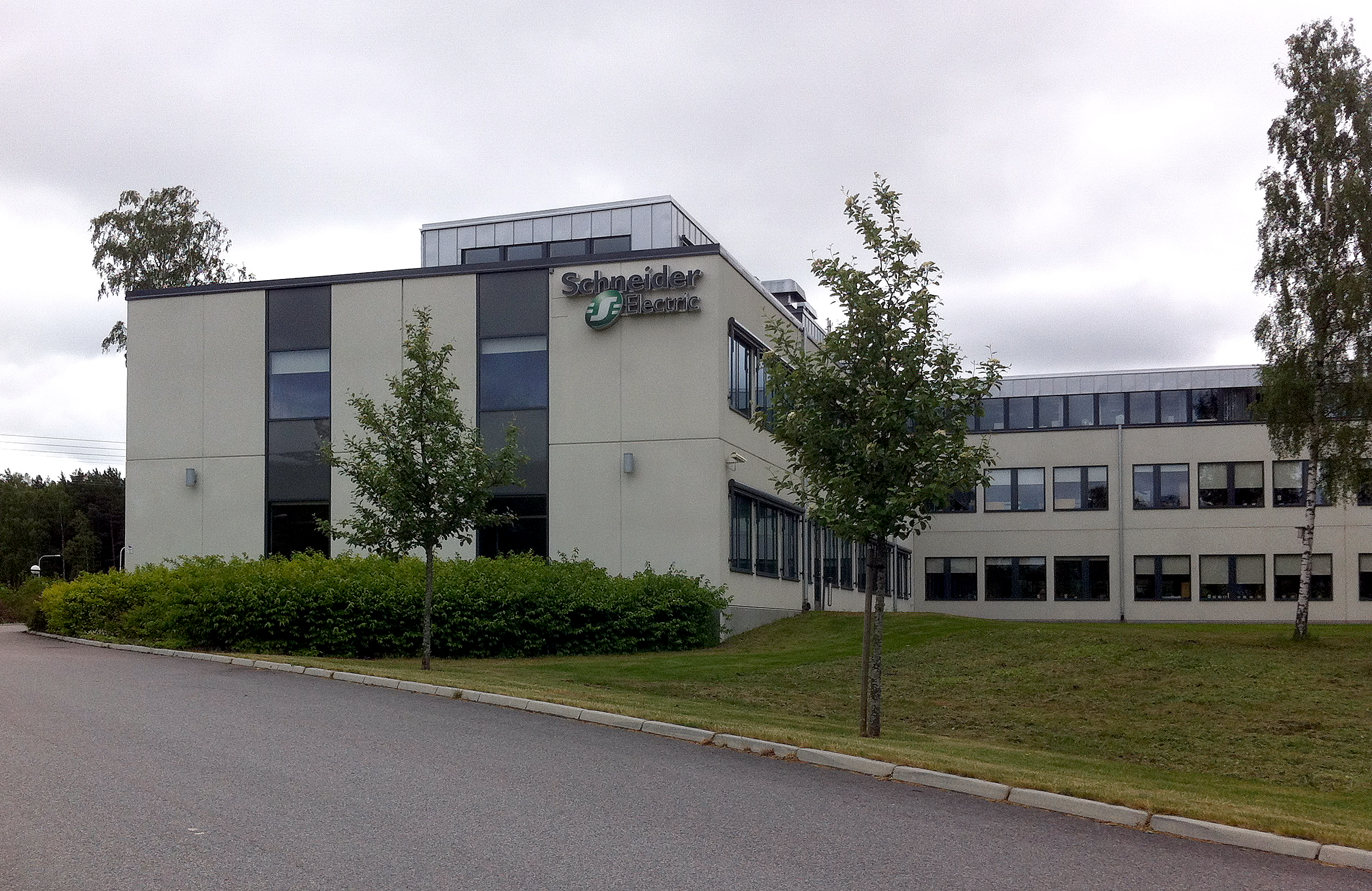
Schneider Electric Sverige platskontor i Nyköping.

Schneider Electric SA är en världsomspännande elektroteknikkoncern med huvudkontor i Paris och verksamhet i över 100 länder. Företaget grundades 1836 av Adolphe och Eugène Schneider. Idag är företaget verksamt inom marknadssegmenten datahallar, byggnader, industri, bostäder samt energi & infrastruktur. 2016 hade koncernen cirka 145 000 anställda. Omsättningen 2016 var cirka 24,6 miljarder euro. I Sverige har företaget ca 40 kontor och en global utvecklingsenhet i Lund. Företaget har mjukvara som man benämner Ecostruxure som knyter samman dess systemlösningar. Man är också verksam inom smarta städer och operativsystem för smart energihantering och analys.

## Historik
Bolagets rötter går tillbaka till stål-, järn- och vapentillverkaren Schneider-Creusot och andra industriföretag. Schneider-Creusot grundades 1836 av bröderna Adolphe och Joseph-Eugene Schneider och antog namnet Schneider & Cie 1838. Bolaget utvecklades inom tung verkstadsindustri och transportutrustning och utvecklades till ett konglomerat. 
1993 bildas Schneider Electric genom fusion mellan bolagen Merlin Gerin och Telemecanique som tidigare köpts upp av Schneider. 1996 förvärvades varumärket Modicon. 2003 fusionerades företaget med Lexel Electric AB och därmed varumärkena Eljo, Lexel och Thorsman. Samma år förvärvades TAC, och därmed införlivades företag såsom videosäkerhetsföretaget Pelco och brandskyddsföretaget ESMI. 2006 förvärvades det tyska elteknikföretaget Merten. 2007 förvärvades APC - American Power Conversion och fusionerades in i Schneider Electric MGE UPS systems och bildade Schneider Electric Critical Power & Cooling Systems med lösningar till bland annat datahallar.
2009 byttes "t.a.c by Schneider Electric" namnet t.a.c (tidigare Tour Agenturer, Tour & Andersson samt TA) till att bli "Schneider Electric Building Business" med fokus på fastighetsautomation.
2011 förvärvade man Telvent, ett mjukvaru- och IT-bolag med fokus på GIS-lösningar för trafikövervakning och smarta elnät. 2013 förvärvade Schneider Invensys, ett globalt mjukvaruföretag inom smarta elnät och industriell automation.